# Tenzin Jigme Thutob Wangchug
Tenzin Jigme (Thutob Wangchuk) (Lhasa, 1948 - 13 februari 1997) was een Tibetaans tulku en zesde Reting rinpoche.
Hij is erkend door de regering van historisch Tibet. Zijn erkenning wordt betwist door een Reting Rinpoche die zich Reting Hoetoektoe noemt; hoetoektoe is een eretitel die in met name de 18de eeuw door Chinese keizers aan sommige Tibetaanse tulku's werd gegeven. De opvolgers in de reïncarnatielijn namen die titel in het vervolg mee.

## Levensloop
Tenzin Jigme werd in 1951 geïdentificeerd als de reïncarnatie van de vijfde Reting rinpoche, Jampäl Yeshe Gyaltsen en in 1955 geïnstalleerd. In 1956, op een leeftijd van 8 jaar was hij de eerste die een post bekleedde voor de Tibetaans afdeling van Boeddhistische vereniging van China.
Jigme bleef achter nadat de regering na de Tibetaanse diaspora in 1959 in ballingschap ging. Tijdens de Culturele Revolutie (1966-76) werd hij vanwege zijn religieuze positie vervolgd. Eerst werd hij publiekelijk beschuldigd en vervolgens gedurende een jaar gevangengezet. Later werd hij gerehabiliteerd en aan het eind van de jaren '70 werd hij benoemd in verschillende officiële posten. Vergelijkbaar met de tiende pänchen lama was hij getrouwd en leefde hij seculier leven.
Hij werd opgevolgd door een kandidaat die door de Volksrepubliek China werd aangewezen. Deze wordt niet erkend door de Tibetaanse regering in ballingschap.